# Linda e il pollo
Linda e il pollo (Linda veut du poulet!) è un film d'animazione del 2023, scritto e diretto da Chiara Malta e Sébastien Laudenbach.

## Trama
Paulette accusa ingiustamente sua figlia Linda di una malefatta che non ha commesso. Per farsi perdonare, le promette di cucinare il suo piatto preferito: il pollo con i peperoni. La città è, tuttavia, blindata a causa di uno sciopero e i negozi sono tutti chiusi. L'unica soluzione per la giovane mamma è rubare un pollo vivo.

## Produzione
Co-produzione franco-italiana, il film è stato finanziato anche con un contribuito di 280.000 euro dalla Direzione generale Cinema e audiovisivo.

## Distribuzione
È stato presentato in anteprima mondiale il 20 maggio 2023 al Festival di Cannes, nella sezione dell'ACID, e, in anteprima italiana, al Torino Film Festival 2023.
Uscito nelle sale francesi il 18 ottobre 2023, il lungometraggio è stato distribuito in Italia il 5 settembre 2024.

## Accoglienza
Il film è stato accolto generalmente in modo positivo dalla critica. Il portale MYmovies.it lo recensisce come: "un'epopea pop di colori, avventure e note". La rivista Best Movie, dello stesso avviso, considera l'opera: "un originale e anarchico film d’animazione familiare".

## Riconoscimenti
- 2023 – Festival internazionale del film d'animazione di Annecy
  - Cristal per il lungometraggio
  - Premio Fondazione Gan per il cinema
- 2023 – Festival internazionale del cinema di Guadalajara
  - Miglior lungometraggio di animazione
- 2023 – Festival internazionale del film francofono di Namur
  - Bayard per la migliore sceneggiatura a Chiara Malta e Sébastien Laudenbach
- 2023 – Torino Film Festival
  - Migliore sceneggiatura a Chiara Malta e Sébastien Laudenbach
- 2023 – Cinekid Festival
  - Migliore film per l'infanzia
- 2023 – Manchester Animation Festival
  - Migliore lungometraggio
- 2024 – Premio Lumière[8][9]
  - Miglior film d'animazione
  - Candidatura per la migliore musica a Clément Ducol
- 2024 – Premio César[10]
  - Miglior film d'animazione